# Dolomiti (sezione alpina)
Le Dolomiti, intese come sezione alpina, sono un gruppo montuoso delle Alpi orientali, poste in Trentino-Alto Adige, Veneto e Friuli-Venezia Giulia.

## Terminologia
Quando si parla di Dolomiti, ci si può riferire a due accezioni del significato:
- l'insieme di gruppi montuosi caratterizzati da una prevalente presenza di roccia dolomitica. Tali gruppi si trovano principalmente all'interno della sezione alpina definita come Dolomiti, ma anche in altre sezioni[1]. Per contro, alcuni gruppi montuosi della sezione Dolomiti hanno poco o per niente natura dolomitica[2].
- la parte delle Alpi definita come sezione Dolomiti che ha limiti geografici ben precisi e continuità territoriale.[3]

La presente voce tratta delle Dolomiti partendo da questa seconda definizione. Per la trattazione delle Dolomiti secondo la prima accezione si rimanda alla voce Dolomiti.

## Classificazione
- Grande parte = Alpi Orientali
- Grande settore = Alpi Sud-orientali
- Sezione = Dolomiti
- Codice = II/C-31
- sottosezioni =
  - Dolomiti di Sesto, di Braies e d'Ampezzo
  - Dolomiti di Zoldo
  - Dolomiti di Gardena e di Fassa
  - Dolomiti di Feltre e delle Pale di San Martino
  - Dolomiti di Fiemme

- grande parte = Alpi Orientali
- sezione = Dolomiti
- codice = 18
- gruppi alpini =
  - 18a - Alpi di Gardena e di Fassa
  - 18b - Gruppo della Marmolada
  - 18c - Alpi d'Ampezzo e di Cadore
  - 18d - Alpi della Valsugana e di Primiero

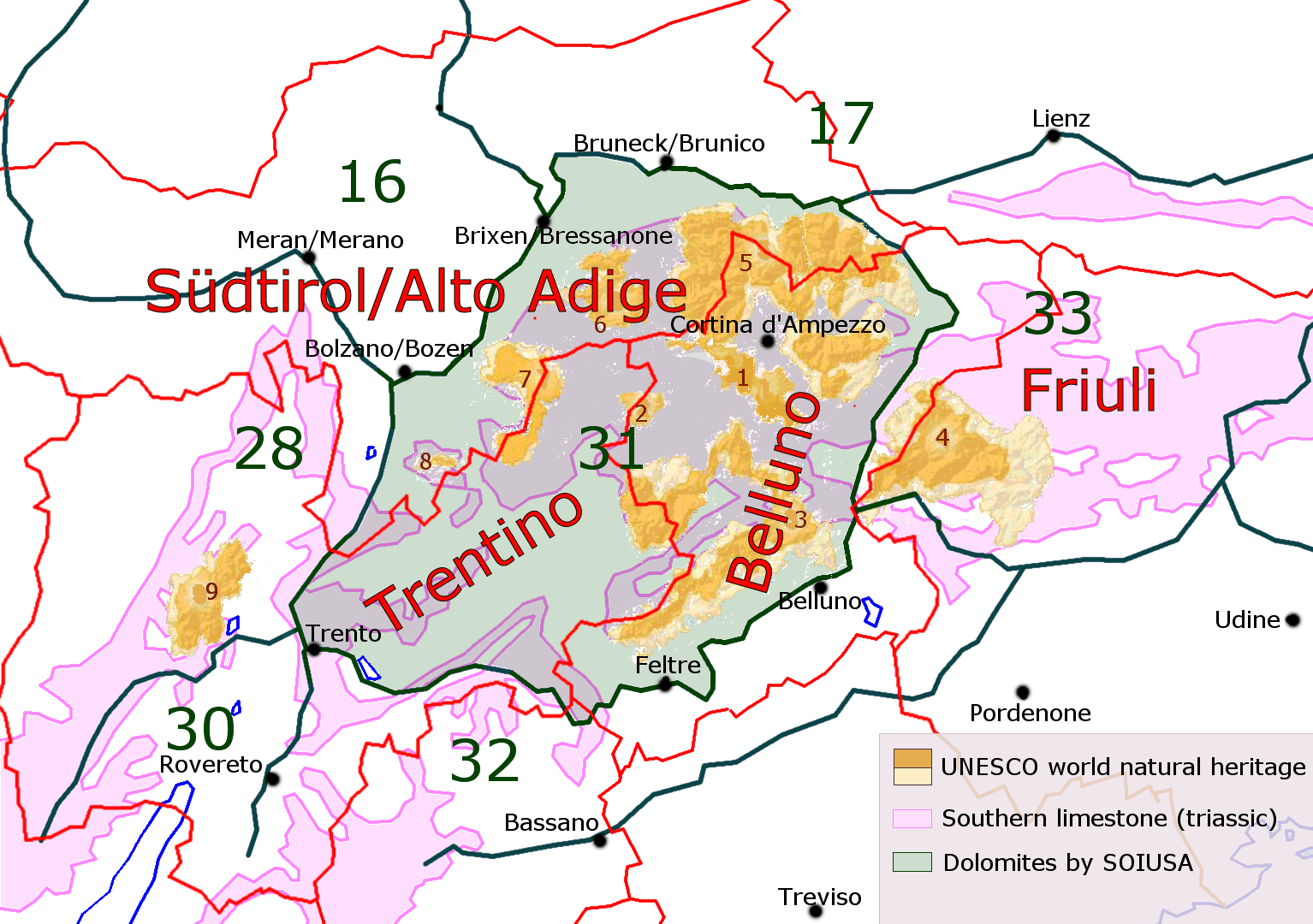
Delimitazione delle Dolomiti secondo tre diverse accezioni.
- in verde e in nero: la definizione delle Dolomiti secondo la SOIUSA e la Partizione delle Alpi
- in rosa: le aree geografiche in cui è presente la roccia dolomitica
- in arancione: i gruppi definiti dall'UNESCO come Patrimonio dell'umanità
- in rosso: i confini geografici delle regioni e provincie interessate.

- Partizione delle Alpi: le Dolomiti costituiscono la sezione n. 18;
- SOIUSA: le Dolomiti costituiscono la sezione n. 31;
- AVE: le Dolomiti costituiscono il gruppo n. 52.

## Delimitazioni
La sezione alpina denominata Dolomiti ha gli stessi limiti geografici sia nella Partizione delle Alpi, sia nella SOIUSA.
Secondo questi criteri, le Dolomiti confinano:
- a nord con le Alpi dei Tauri occidentali, separate dalla sella di Dobbiaco;
- ad est con le Alpi Carniche e della Gail, separate dal passo di Monte Croce di Comelico;
- a sud-est e sud con le Prealpi Venete, separate dalla sella di Arten e dalla sella di Pergine;
- ad ovest con le Alpi Retiche meridionali, separate dal fiume Adige;
- a nord-ovest con le Alpi Retiche orientali, separate dal fiume Isarco.

Elencati in senso orario, i limiti geografici sono: sella di Dobbiaco, valle di Sesto, passo di Monte Croce di Comelico, torrente Padola, fiume Piave, Feltre, sella di Arten, torrente Cismon, Valsugana, sella di Pergine, Trento, fiume Adige, fiume Isarco, val Pusteria, sella di Dobbiaco.
L'AVE stabilisce confini diversi rispetto alle definizioni della SOIUSA e della Partizione delle Alpi, includendo nelle Dolomiti tutti i rilevi fra il Piave e il Brenta ed estendendoli maggiormente verso sud, fino alla pianura veneta. Parte delle Prealpi Vicentine e delle Prealpi Bellunesi è dunque compresa nelle Dolomiti. Inoltre, secondo l'AVE, il limite occidentale delle Dolomiti non segue il Brenta, ma procede lungo il torrente Cismon fino al passo Rolle, da qui segue il Travignolo, risale per pochi metri l'Avisio per poi raggiungere il passo di Pampeago e da qui l'Isarco lungo il torrente Ega. Tale confine esclude pertanto le Dolomiti di Fiemme che assurgono a gruppo a sé stante.

## Suddivisione

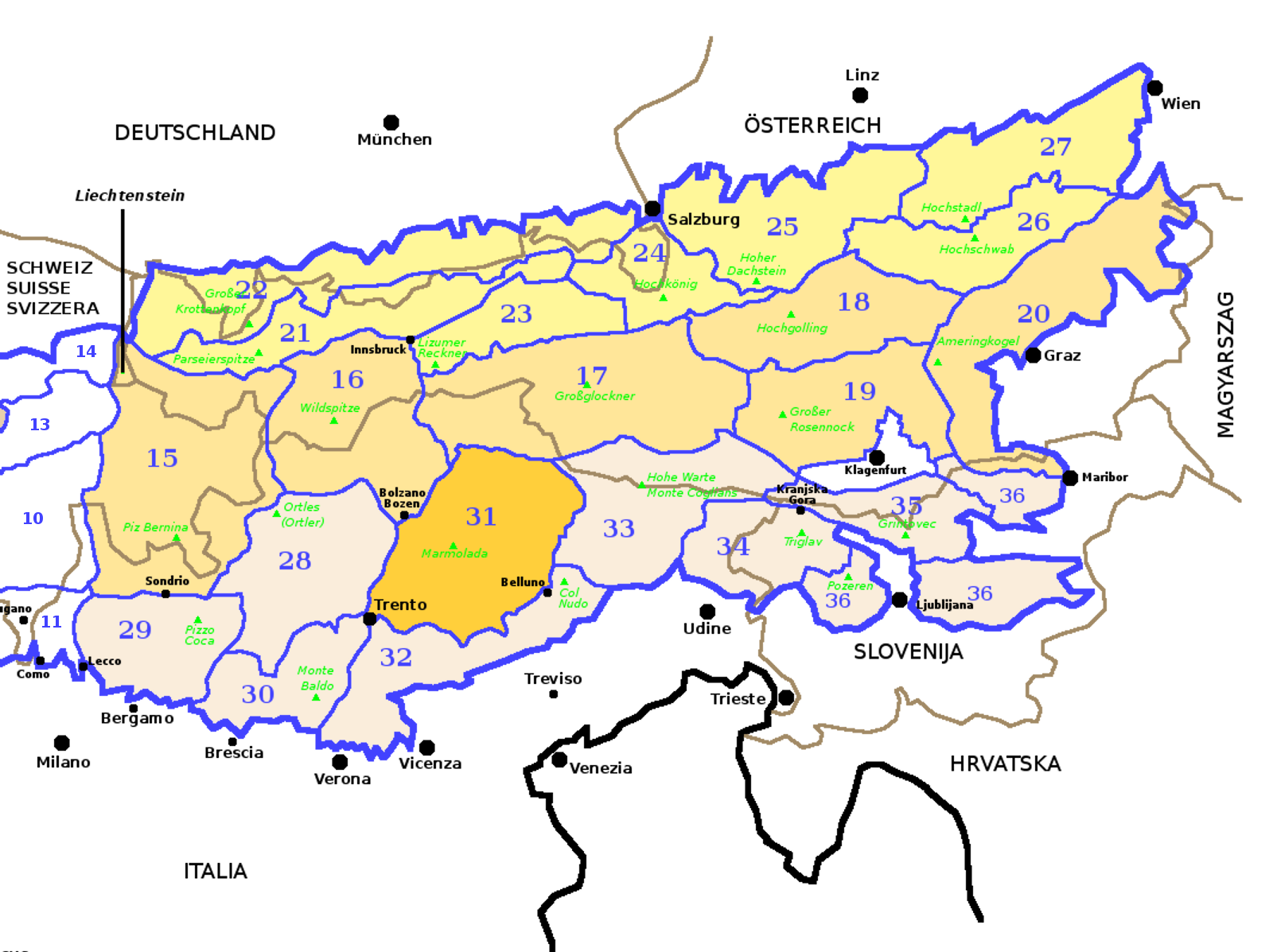
La sezione n. 31 - Dolomiti, nella SOIUSA (all'interno delle Alpi orientali)

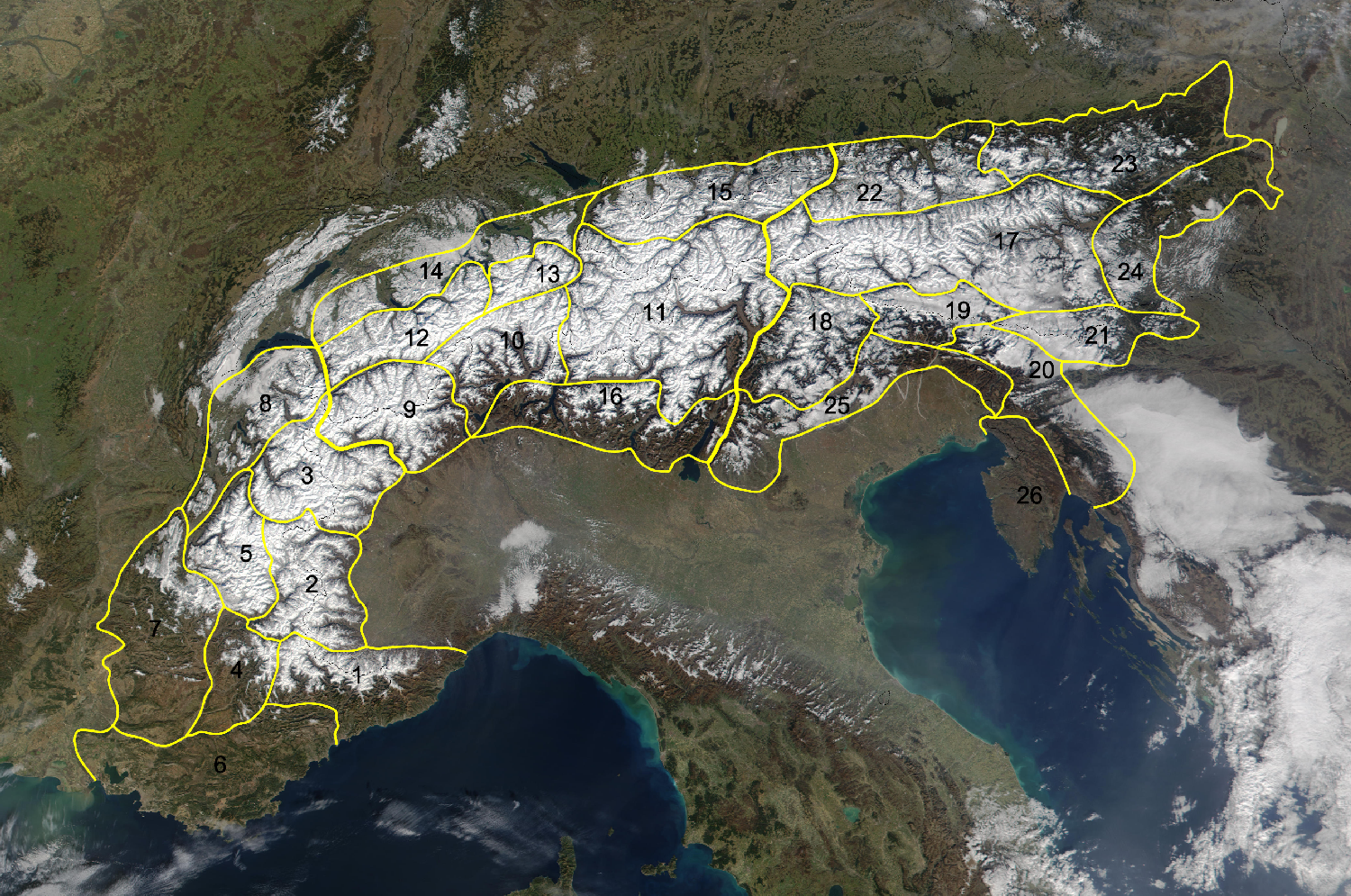
La sezione n. 18 - Dolomiti, nella Partizione delle Alpi

Seguendo i criteri della Partizione delle Alpi, le Dolomiti sono suddivise in quattro gruppi:
- Alpi di Gardena e Fassa (18.a)
- Gruppo della Marmolada (18.b)
- Alpi di Ampezzo e Cadore (18.c)
- Alpi della Valsugana e di Primiero (18.d)

Seguendo i criteri della SOIUSA, le Dolomiti sono suddivise invece in cinque sottosezioni e tredici supergruppi:
- Dolomiti di Sesto, di Braies e d'Ampezzo
  - Dolomiti di Sesto
  - Dolomiti di Braies
  - Dolomiti Orientali di Badia
  - Dolomiti Ampezzane
  - Dolomiti Cadorine
- Dolomiti di Zoldo
  - Dolomiti Settentrionali di Zoldo
  - Dolomiti Meridionali di Zoldo
- Dolomiti di Gardena e di Fassa
  - Dolomiti di Gardena
  - Dolomiti di Fassa
- Dolomiti di Feltre e delle Pale di San Martino
  - Gruppo Pale di San Martino-Feruc
  - Alpi Feltrine
- Dolomiti di Fiemme
  - Dolomiti Settentrionali di Fiemme
  - Dolomiti Meridionali di Fiemme

## Vette
Le principali vette delle Dolomiti che superano i tremila metri sono:
| Monte                  | Altezza | sottosezione                                   | supergruppo                      | Provincia di appartenenza  |
| ---------------------- | ------- | ---------------------------------------------- | -------------------------------- | -------------------------- |
| Marmolada              | 3.343   | Dolomiti di Gardena e di Fassa                 | Dolomiti di Fassa                | Belluno - Trento           |
| Antelao                | 3.264   | Dolomiti di Sesto, di Braies e d'Ampezzo       | Dolomiti Cadorine                | Belluno                    |
| Tofana di Mezzo        | 3.244   | Dolomiti di Sesto, di Braies e d'Ampezzo       | Dolomiti Ampezzane               | Belluno                    |
| Tofana di Dentro       | 3.238   | Dolomiti di Sesto, di Braies e d'Ampezzo       | Dolomiti Ampezzane               | Belluno                    |
| Tofana di Rozes        | 3.225   | Dolomiti di Sesto, di Braies e d'Ampezzo       | Dolomiti Ampezzane               | Belluno                    |
| Cristallo              | 3.221   | Dolomiti di Sesto, di Braies e d'Ampezzo       | Dolomiti Ampezzane               | Belluno                    |
| Monte Civetta          | 3.220   | Dolomiti di Zoldo                              | Dolomiti Settentrionali di Zoldo | Belluno                    |
| Gran Vernel            | 3.210   | Dolomiti di Gardena e di Fassa                 | Dolomiti di Fassa                | Trento                     |
| Punta Sorapiss         | 3.205   | Dolomiti di Sesto, di Braies e d'Ampezzo       | Dolomiti Ampezzane               | Belluno                    |
| Vezzana                | 3.192   | Dolomiti di Feltre e delle Pale di San Martino | Gruppo Pale di San Martino-Feruc | Belluno - Trento           |
| Cimon della Pala       | 3.184   | Dolomiti di Feltre e delle Pale di San Martino | Gruppo Pale di San Martino-Feruc | Belluno - Trento           |
| Sassolungo             | 3.181   | Dolomiti di Gardena e di Fassa                 | Dolomiti di Gardena              | Bolzano                    |
| Pelmo                  | 3.169   | Dolomiti di Zoldo                              | Dolomiti Settentrionali di Zoldo | Belluno                    |
| Punta dei Tre Scarperi | 3.152   | Dolomiti di Sesto, di Braies e d'Ampezzo       | Dolomiti di Sesto                | Bolzano                    |
| Piz Pòpena             | 3.152   | Dolomiti di Sesto, di Braies e d'Ampezzo       | Dolomiti Ampezzane               | Belluno                    |
| Piz Boè                | 3.152   | Dolomiti di Gardena e di Fassa                 | Dolomiti di Gardena              | Belluno - Trento - Bolzano |
| Croda Rossa d'Ampezzo  | 3.146   | Dolomiti di Sesto, di Braies e d'Ampezzo       | Dolomiti di Braies               | Belluno - Bolzano          |
| Cima dei Bureloni      | 3.130   | Dolomiti di Feltre e delle Pale di San Martino | Gruppo Pale di San Martino-Feruc | Belluno - Trento           |
| Punta Grohmann         | 3.126   | Dolomiti di Gardena e di Fassa                 | Dolomiti di Gardena              | Bolzano - Trento           |
| Croda dei Toni         | 3.094   | Dolomiti di Sesto, di Braies e d'Ampezzo       | Dolomiti di Sesto                | Belluno - Bolzano          |
| Cima Undici            | 3.092   | Dolomiti di Sesto, di Braies e d'Ampezzo       | Dolomiti di Sesto                | Belluno - Bolzano          |
| Cima Cunturines        | 3.064   | Dolomiti di Sesto, di Braies e d'Ampezzo       | Dolomiti Orientali di Badia      | Bolzano                    |
| Sasso Vernale          | 3.058   | Dolomiti di Gardena e di Fassa                 | Dolomiti di Fassa                | Trento                     |
| Cima del Focobon       | 3.054   | Dolomiti di Feltre e delle Pale di San Martino | Gruppo Pale di San Martino-Feruc | Belluno                    |
| Monte Popera           | 3.046   | Dolomiti di Sesto, di Braies e d'Ampezzo       | Dolomiti di Sesto                | Belluno - Bolzano          |
| Sass Rigais            | 3.025   | Dolomiti di Gardena e di Fassa                 | Dolomiti di Gardena              | Bolzano                    |
| Furchetta              | 3.025   | Dolomiti di Gardena e di Fassa                 | Dolomiti di Gardena              | Bolzano                    |
| Cima Uomo              | 3.010   | Dolomiti di Gardena e di Fassa                 | Dolomiti di Fassa                | Trento                     |
| Catinaccio d'Antermoia | 3.002   | Dolomiti di Gardena e di Fassa                 | Dolomiti di Fassa                | Bolzano - Trento           |
| Cima di Campido        | 3.001   | Dolomiti di Feltre e delle Pale di San Martino | Gruppo Pale di San Martino-Feruc | Belluno                    |